# Türmən Eyyubov
Türmən Eyyubov (ur. 30 marca 1994 roku) – azerski zapaśnik walczący w stylu klasycznym. Zajął jedenaste miejsce na mistrzostwach Europy w 2018 i igrzyskach wojskowych w 2015. Szósty w Pucharze Świata w 2016 roku.